# Pedro de Granada Venegas
Pedro de Granada Venegas (1559-1643), poeta español, perteneciente a una familia aristocrática de moriscos, los Granada Venegas, de gran importancia en el Reino de Granada. Ostentaba el título de marqués de Campotéjar. Fue el fundador de la escuela la academia de poesía de Granada.
- Datos: Q6070488